# Ханна (ураган, 2008)
Ураган Ханна (англ. Hurricane Hanna) — восьмий тропічний циклон і четвертий за рахунком ураган сезону 2008 року в басейні Атлантичного океану. Найсмертоносніший ураган сезону.
28 серпня 2008 року на схід — північний схід від Антильських островів утворилася область тропічної депресії, яка на наступний день посилилася до інтенсивності тропічного шторму, пройшла над територією островів Теркс і Кайкос, Багамські Острови та Гаїті. Потім на короткий час шторм Ханна вийшов у фазу урагану першої категорії за шкалою класифікації Саффіра-Сімпсона, під впливом Ураган Густав якій діяв в той момент ослаб до тропічного шторму і 6 вересня обрушився на узбережжя Сполучених Штатів в районі міста Мертл-Біч (Південна Кароліна). Протягом доби шторм перемістився над територією штатів Нової Англії і до ранку 7 вересня в фазі позатропічного циклону вийшов на узбережжі атлантичної Канади.
Залишки стихії перетнули північну частину Атлантичного океану, 10 вересня опинившись на захід від Великої Британії, а до вечора 12 вересня було повністю поглинені іншим великим позатропічним циклоном, що перебували між Ісландією і Гренландією

## Зона впливу

### Теркс і Кайкос
1 вересня на Багамських островах і на островах Теркс і Кайкос в результаті підходу урагану Ханна були зареєстровані тропічні зливи та сильний шквалистий вітер, однак про постраждалих в даних районах в ці дні не повідомлялося
. Розворот траєкторії руху урагану і його повторниць вихід на Теркс і Кайкос привів до масштабних повеней і затоплення всіх низинних ділянок островів, включаючи популярні туристичні зони відпочинку острова Провіденсія, такі як Кью-Таун, Файв-Кейз і Блу-Хілс. Крім цього, серйозної шкоди було завдано місцевої медичній клініці на острові Гранд-Терк.

### Гаїті
Тропічний шторм Ханна приніс проливні дощі на територію Гаїті, на той час вже постраждала від проходження тропічного шторму Фей і Урагану Густав. Практично у всіх районах країни виникли масштабні повені і пройшли масові зсуви ґрунту, найбільших збитків було завдано місту Гонаїв, який сильно постраждала від Урагану Жанна у 2004 році. Майже все місто було затоплений водою, що стояла на висоті двох метрів над основним рівнем, більшість місцевих жителів знаходили порятунок тільки на дахах будинків. У місті Ле-Ке екстреної евакуації зазнала місцева лікарня, яка також практично повністю залита паводковими водами. Близько п'яти тисяч людей були евакуйовані в спеціальні укриття і притулку, Організація Об'єднаних Націй направила в постраждалі райони рятувальників і спецтехніку для допомоги в проведенні екстреної евакуації в найбільш постраждалих від розгулу тропічного шторму районів. Увечері 4 вересня уряд Гаїті оголосив, що число жертв тропічного шторму Ханна в країні досягла 529 осіб, при цьому 495 осіб загинули в портовому місті Гонаїв в результаті катастрофічних руйнувань і повені, що затопила саме місто і його околиці [24] [25]. Разом з тим, за словами мера міста Стівена Мойзе (англ. Stephen Moise) реальне число жертв тропічного шторму значно більше і не його не можливо точно оцінити, оскільки зараз неможливо увійти в саме місто". Кількість біженців з Гонаїв і його околиць до вечора 5 вересня досягло сорока восьми тисяч осіб, природна катастрофа залишила безліч жителів без даху над головою і засобів до існування, відразу перетворивши їх в бездомних бродяг. Частина жителів цілодобово перебувала на дахах своїх уцілілих будинків, щоб не допустити в них мародерів. На північ і на південь від Гонаїв обрушилися автомобільні мости, що укупі з затопленими територіями і болотистою місцевістю істотно ускладнювало переміщення місій з гуманітарною допомогою в постраждалі райони.

### США
Попри те, що ураган головним чином господарював на території Багамських островів, стихія стала причиною сильного штормового нагону і хвиль зворотної течії на південно-східному узбережжі Сполучених Штатів. У Державному заповіднику імені Джона У. Ллойда в околицях міста Холлівуд (штат Флорида) у хвилях зворотної течії потонув 14-річний підліток. Ще двоє людей потонули в тому ж штаті біля берегів міста Форт-Лодердейл. Через загрозу виникнення паводків і торнадо губернатори Флориди, Віргінії, Північної Кароліни та Мериленда ввели надзвичайний стан на територіях своїх штатів. У Вашингтоні була активізована робота всіх федеральних і муніципальних центрів по боротьбі з наслідками надзвичайних ситуаціях. Ураган Ханна став причиною виникнення торнадо поблизу міст Грінвілл (Північна Кароліна) і Аллентаун (Пенсильванія). У момент вступу урагану на морське узбережжя штатів Північна і Південна Кароліна швидкість вітру в стихії сягала 95 кілометрів на годину, але оскільки на той час вітер був поривчастим, основний збиток в штатах було завдано рясними дощами. У Нью-Джерсі у хвилях зворотної течії потонув 38-річний чоловік. На Лонг-Айленді 6 вересня 2010 року ураган Ханна залишив без електропостачання понад 32 тисяч осіб.